# Jonathan Kaplan (regista)
Jonathan Kaplan (Parigi, 25 novembre 1947 – Los Angeles, 1º agosto 2025) è stato un regista statunitense.

## Biografia
Fu candidato due volte all'orso d'oro al Festival di Berlino per Sotto accusa (1988) e per Due sconosciuti, un destino (1992). Ebbe anche tre candidature agli Emmy Awards per la famosa serie televisiva E.R. - Medici in prima linea.
Diresse inoltre due video musicali per Rod Stewart: Infatuation (1984) e Lost In You (1988).
Jonathan Kaplan è morto a Los Angeles il 1º agosto 2025, all'età di 77 anni, dopo una lunga battaglia contro un tumore al fegato.

## Filmografia

### Cinema
- Night Call Nurses (1972)
- The Student Teachers (1973)
- Slam - Colpo forte (The Slams) (1973)
- È tempo di uccidere detective Treck (Truck Turner) (1974)
- Violenza sull'autostrada (White Line Fever) (1975)
- Mister Miliardo (Mr. Billion) (1977)
- Giovani guerrieri (Over the Edge) (1979)
- Il cuore come una ruota (Heart Like a Wheel) (1983)
- Fuga dal futuro - Danger Zone (Project X) (1987)
- Sotto accusa (The Accused) (1988)
- Legami di famiglia (Immediate Family) (1989)
- Abuso di potere (Unlawful Entry) (1992)
- Due sconosciuti, un destino (Love Field) (1992)
- Bad Girls (1994)
- Bangkok, senza ritorno (Brokedown Palace) (1999)

### Televisione
- L'undicesima vittima (11th Victim) – film TV (1979)
- The Hustler of Muscle Beach – film TV (1980)
- The Gentleman Bandit – film TV (1981)
- Sulle orme del dragone (Girls of the White Orchid) – film TV (1983)
- Reform School Girl – film TV (1994)
- A sangue freddo (In Cold Blood) – film TV (1996)